# Máquina-Z
Máquina-Z es una máquina virtual creada por Joel Berez y Marc Blank en 1979. Fue usada por Infocom para sus juegos de aventura conversacional. El lenguaje Inform compilaba juegos para la Máquina-Z.
La "Z" del nombre significa Zork, título fundacional en la historia de la aventura conversacional; la Máquina-Z se creó precisamente para poder jugar "Zork", originalmente escrito para mainframe, en un ordenador personal.